# Retrybutywizm
Retrybutywizm (ang. retribution, kara) – stanowisko w prawodawstwie karnym broniące idei sprawiedliwego odwetu, zgodnie z którym istotą kary jest sprawiedliwa odpłata za wyrządzone zło, proporcjonalna do czynu i winy sprawcy.